# New Territories East (eleitorado de 2008-2012)
Novos Territórios Oriente (em inglês New Territories East) é um eleitorado geográfico honconguês da Conselho Legislativo de Hong Kong. Membros representando essa área incluem:
- Lau Kong Wah
- Chan Hak Kan
- Leung Kwok Hung
- Wong Sing Chi
- Andrew Cheng Kar Foo
- Ronny Tong Ka Wah
- Emily Lau Wai Hing

Estes deputados são eleitos por sufrágio universal directo pelos habitantes dos Novos Territórios (parte Este).